# Geronimo: O legendă americană
Geronimo: O legendă americană (în engleză Geronimo: An American Legend) este un film Western istoric din 1993 regizat de Walter Hill, cu Wes Studi, Jason Patric, Gene Hackman, Robert Duvall și Matt Damon în rolurile principale. Filmul este bazat pe un scenariu de John Milius. Este o relatare fictivă a Războaielor cu Apașii (dintre 1849 - 1886) și a modului în care locotenentul Charles B. Gatewood l-a convins pe conducătorul apașilor, Geronimo, să se predea în 1886. 

## Distribuție
- Jason Patric - 1st Lieutenant Charles B. Gatewood[5]
- Robert Duvall - Chief of Scouts Al Sieber
- Gene Hackman - Brigadier  General George Crook
- Matt Damon - 2nd Lieutenant Britton Davis[6]
- Wes Studi - Geronimo[7][8]
- Pato Hoffmann - The Dreamer
- Rodney A. Grant - Mangas
- Kevin Tighe - Brigadier General Nelson A. Miles
- Steve Reevis - Chato
- Carlos Palomino - Sergeant Turkey
- Victor Aaron - Ulzana
- Stuart Proud Eagle Grant - Sergeant Dutchy
- Scott Wilson - Redondo
- Stephen McHattie - Schoonover
- John Finn - Captain Hentig
- Lee de Broux - City Marshal Joe Hawkins
- Rino Thunder - Old Nana